# ستيوارت تايلور (لاعب كرة قدم)
ستيوارت تايلور (بالإنجليزية: Stuart Taylor)‏ (26 نوفمبر 1974 بغلاسكو في المملكة المتحدة - ) هو لاعب كرة قدم بريطاني في مركز الهجوم. لعب مع درودا يونايتد وسانت جونستون ونادي بارتيك ثيسل ونادي روس كاونتي ونادي سانت ميرين ونادي فالكيرك وهاميلتون أكاديميكال ونادي أردريونيانز وأردريونيانز.

## وصلات خارجية
- ستيوارت تايلور على موقع قاعدة بيانات كرة القدم.إي يو (الإنجليزية)
- ستيوارت تايلور على موقع Soccerbase.com (لاعب) (الإنجليزية)
- ستيوارت تايلور على موقع Soccerway.com (الإنجليزية)
- ستيوارت تايلور على موقع عالم كرة القدم.نت (الإنجليزية)